# Homokkomárom, Zala
Homokkomárom  este un sat în districtul Nagykanizsa, județul Zala, Ungaria, având o populație de 215 locuitori (2011). 

## Demografie
Componența etnică a satului Homokkomárom
     Maghiari (91,42%)
     Germani (5,15%)
     Romi (3,43%)
Componența confesională a satului Homokkomárom
     Romano-catolici (77,21%)
     Fără religie (5,58%)
     Necunoscută (17,21%)
Conform recensământului din 2011, satul Homokkomárom avea 215 locuitori. Din punct de vedere etnic, majoritatea locuitorilor (91,42%) erau maghiari, existând și minorități de germani (5,15%) și romi (3,43%).  Din punct de vedere confesional, majoritatea locuitorilor (77,21%) erau romano-catolici, cu o minoritate de persoane fără religie (5,58%). Pentru 17,21% din locuitori nu este cunoscută apartenența confesională.